# 安徽广播电视台
安徽广播电视台（英語：Anhui Broadcasting Corporation，ABC），是安徽省一家主要从事广播电视节目制作、播出的特大型省属事业单位。
安徽广播电视台是中国安徽省国有省级广播电台兼电视台，是经国家广电总局批准，安徽省委、省政府决定成立的省级广播电视大型综合传媒机构。安徽广播电视台统一管理旗下安徽电视台、安徽人民广播电台、《安徽广播电视报》等省级媒体资源。

## 历史

### 安徽人民广播电台
安徽人民广播电台的前身为合肥（皖北）人民广播电台和皖南人民广播电台。1952年1-5月，两台以“皖北、皖南人民广播电台”的呼号，在合肥实行联合播音。随着皖北、皖南两个行政区合并成为安徽省，并成立安徽省人民政府，两台合并为安徽人民广播电台，于1952年6月1日成立并开始播音。
文化大革命爆发后的1967年1月16日，安徽电台由中国人民解放军实行军管，停止自办节目，全部转播中央人民广播电台节目，同年9月23日恢复自办节目。1984年12 月，安徽电台第二套节目开播。
1993年6月1日，由安徽人民广播电台创办的安徽经济广播电台（现为经济广播）开始试播。后又开播了多个广播频率。

### 安徽电视台

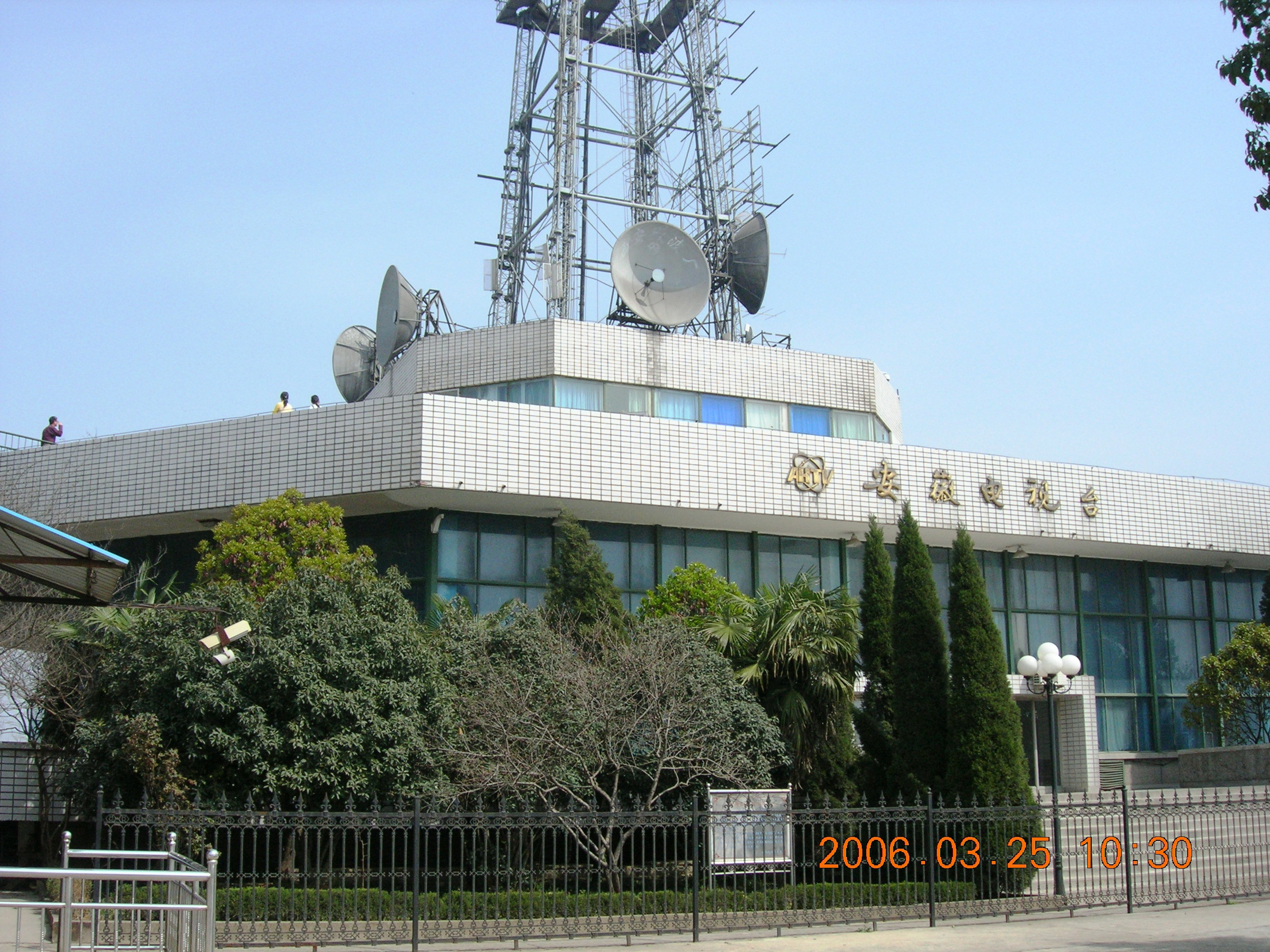
2006年的合肥的大蜀山发射塔，上边标志为安徽台上星前旧标志

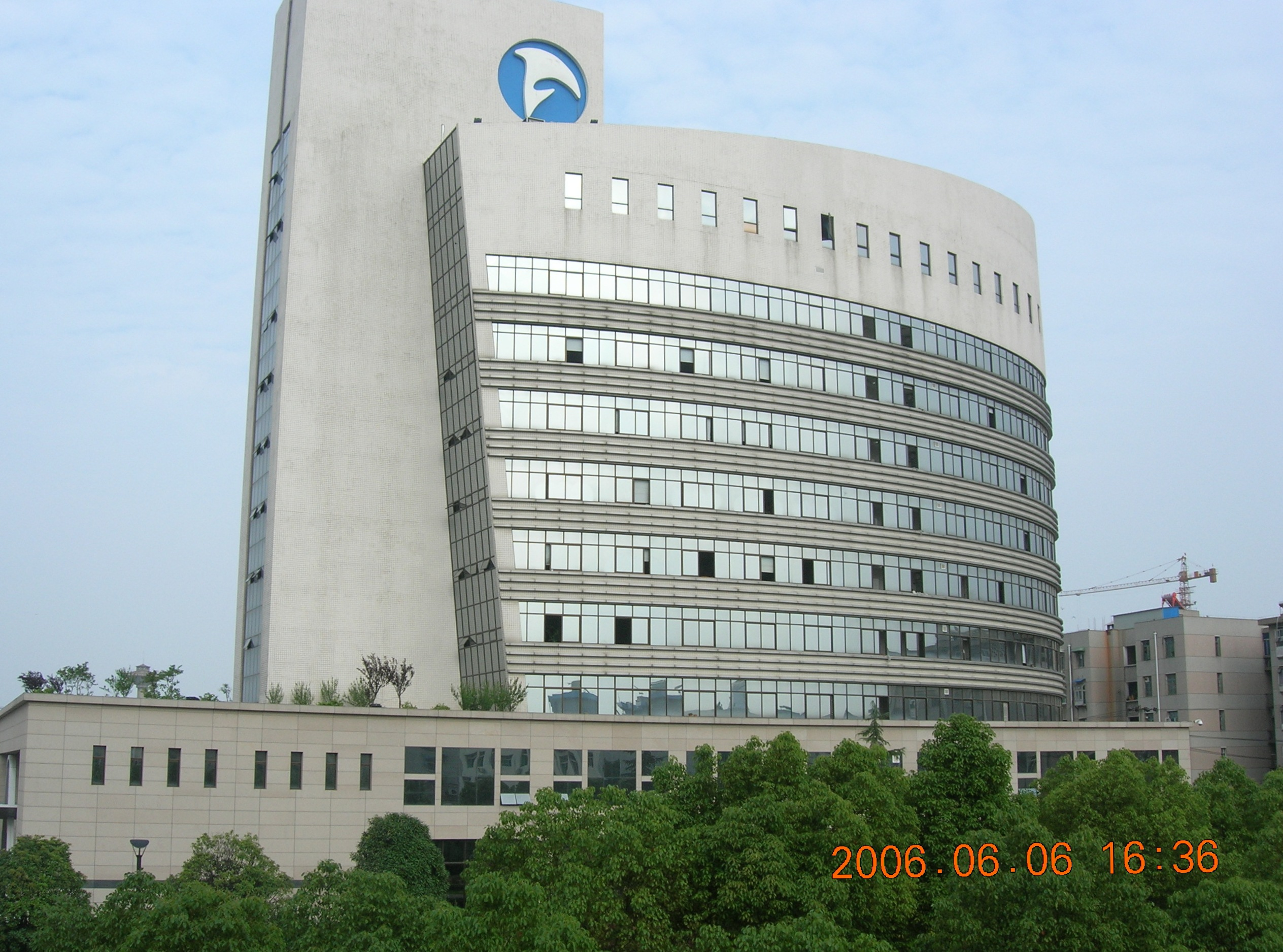
合肥彩电中心，前总部

1960年9月30日，安徽电视台开播，是中國最早建立的省級電視臺之一，也是中国第一座以省名为台号的电视台。1962年安徽电视台停播，1969年恢复播出。
1997年10月6日，安徽电视台通过“亚洲3号”卫星向亚、欧、非和大洋洲播放节目。也是中国较早上星的电视机构之一。
2009年，安徽卫视引进了泰国电视剧《天使之争》（又名《空姐之争》、《空姐的故事》）。这是继中国中央电视台电视剧频道、湖南电视台卫星频道之后，中国大陆第三家引进泰国电视剧的电视机构。

### 安徽广播电视台
2010年12月23日，安徽电视台与安徽人民广播电台、安徽广播电视传输发射总台、安徽广播电视报社合并重组，成立安徽广播电视台。安徽广播电视台包括广播、电视、报纸、网络、新媒体等多种业务，它的成立标志安徽省的三级广电资源整合成功。
2013年6月25日，安徽广播电视台整体迁入位于合肥市蜀山区政务文化新区的安徽广电新中心。此前在2011年1月16日，安徽广电新中心的3600平米演播剧场率先启用，录制了《盛世欢歌——2011安徽卫视春节联欢晚会》。

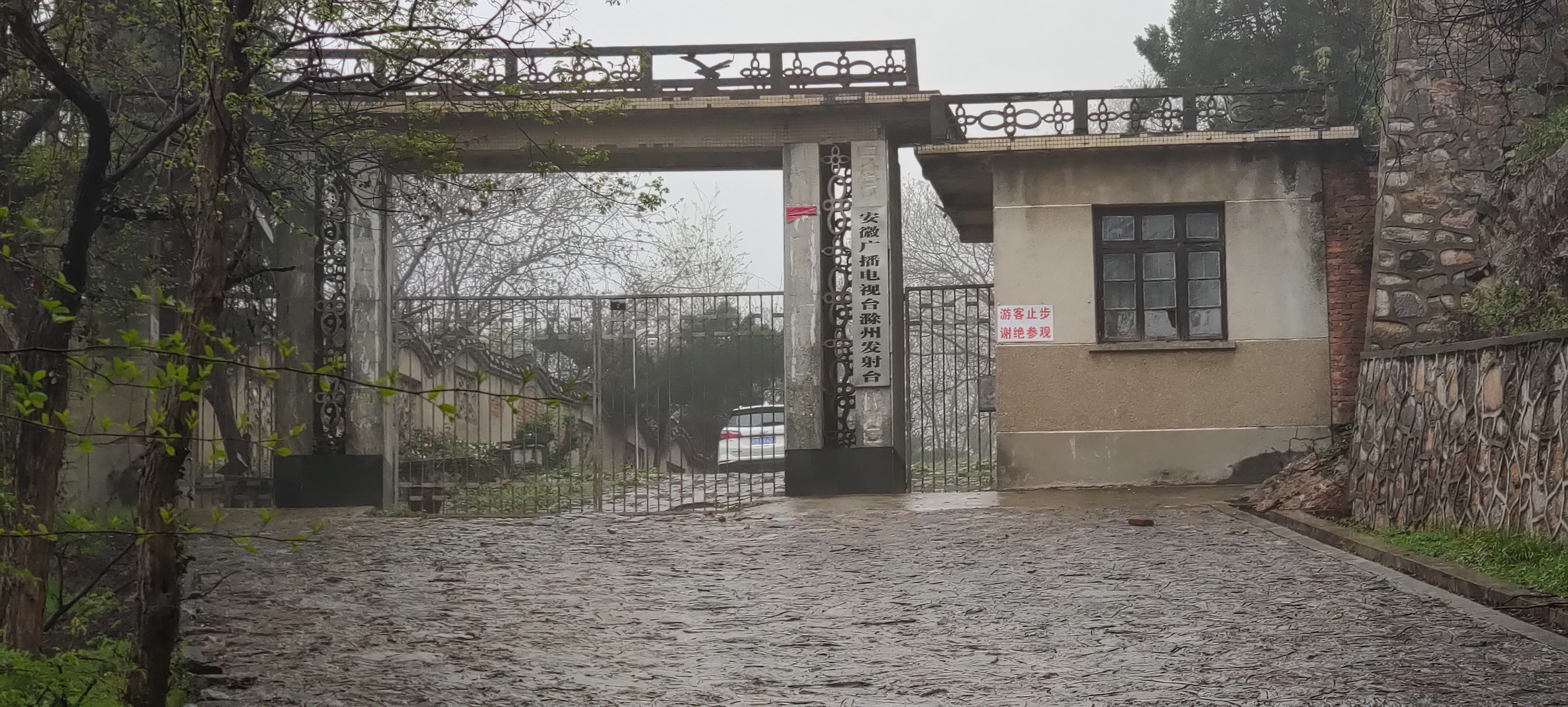
安徽广播电视台滁州发射台

## 集团文化

### 台标
- 1996年至2001年
- 2001年至2009年
- 2009年至今

第一代台标启用于1996年，是以安徽著名景区黄山的“迎客松”为基本元素的，体现了安徽人民热情好客的精神。同时迎客松的造型又如同安徽卫视的缩写ATV三个字母的组合，让人一目了然。
第二代台标启用于2001年，该台标在上一版本基础上，去掉紫色衬底，把台标颜色改为蓝色。
第三代台标启用于2009年，该台标在上一版本基础上，加上了红色圆形衬底。

## 旗下媒体

### 电视频道
| 頻道名稱            | 语言   | 广播格式                    | 啟播時間 | 頻道口號              | 频道前身                                                           | 備註                                      | 備註 |
| 安徽卫视AHTV-1      | 普通話 | SD: PAL 576i 16:9 HD: 1080i | 标清版：1960年9月30日（开播） 1997年10月6日（上星） 高标清数模同播：2013年11月18日 高标清16:9同播：2015年9月23日 | 好剧行天下 大爱传万家 | 安徽电视台（主频呼号） 安徽电视台第一套节目 安徽电视台新闻综合频道 |                                           |      |
| 经济生活频道AHTV-2  | 普通話 | SD: PAL 576i 16:9 HD：1080i | 1995年 高标清同播：2020年9月22日                                                                                 | 爱生活 看经视         | 安徽有线电视台（主频呼号） 安徽有线电视台综合频道                  |                                           |      |
| 影视频道AHTV-3      | 普通話 | SD: PAL 576i 16:9 HD：1080i | 1992年 高标清同播：2020年9月                                                                                     | 轻松看我的！          | 安徽电视台25频道 安徽电视台第二套节目                              |                                           |      |
| 综艺·体育频道AHTV-4 | 普通話 | SD: PAL 576i 16:9 HD：1080i | 启播：1999年 改为现名：2020年12月28日 高标清同播：2020年9月                                                      | 健康快乐永相随        | 安徽有线电视台文体频道 安徽电视台文体频道 安徽电视台综艺频道       |                                           |      |
| 公共频道AHTV-5      | 普通話 | SD: PAL 576i 16:9 HD：1080i | 2002年7月1日 高标清同播：2020年9月25日                                                                           | 做有力量的新闻        | 安徽电视台公共·新闻频道                                            |                                           |      |
| 农业·科教频道AHTV-6 | 普通話 | SD: PAL 576i 16:9           | 2003年12月29日 高标清同播:2020年9月15日                                                                          | 绿水青山 美好生活     | 安徽电视台科教频道                                                 |                                           |      |
| 安徽国际            | 普通話 | SD: PAL 576i 16:9           | 2008年6月 |                       |                                                                    | 仅在安徽电信IPTV播出 自办新闻节目16:9播出 |      |
| 人物频道            | 普通話 | SD: PAL 576i 16:9 HD：1080i | 2007年12月20日 高标清同播：2020年8月                                                                             |                       |                                                                    | 数字付费频道，已于2021年12月1日停播       |      |
| 家家购物频道        | 普通話 | SD: PAL 576i 16:9           | 2004年11月28日                                                                                                   |                       |                                                                    |                                           |      |
| 移动电视频道        | 普通話 | SD: PAL 576i 16:9           | 2004年9月 |                       |                                                                    |                                           |      |

### 广播频率
| 頻道名稱                    | 语言   | 频道频率      | 啟播時間                               | 頻道口號          | 频道前身                      | 備註 |
| 安徽之声 （综合广播）       | 普通話 | FM103.6       | 启播：1952年6月1日 改版：2004年1月1日  | 直播安徽 联通世界 | 安徽新闻综合广播              |      |
| 经济广播 （蓝海豚卡车之声） | 普通話 | FM97.1 AM864  | 启播：1994年1月1日 改版：2016年3月1日  |                   | 安徽经济广播电台 安徽经济广播 |      |
| 音乐广播                    | 普通話 | FM89.5        | 1999年3月12日                          |                   |                               |      |
| 城市之声                    | 普通話 | FM105.5 AM603 | 启播：2013年8月12日 改版：2016年1月1日 |                   | 安徽生活广播                  |      |
| 交通广播                    | 普通話 | FM90.8        | 2004年1月1日                           |                   |                               |      |
| 农村广播                    | 普通話 | FM95.5        | 2005年7月18日                          |                   |                               |      |
| 老年广播                    | 普通話 | FM107.4       |                                        |                   | 安徽小说评书广播              |      |
| 戏曲广播                    | 普通話 | FM99.5        | 2008年7月29日                          |                   |                               |      |
| 旅游广播                    | 普通話 | FM106.5       |                                        |                   |                               |      |

### 报刊
- 《安徽广播电视报》

## 业务
安徽广播电视台投资拍摄电视剧2600多集，2007至2009年间，获全国“五个一工程”奖6部、中国新闻奖14部、中国电影华表奖8部。
海外宣传方面，安徽广播电视台在北美、大洋洲、欧洲等地多次成功举办“中国安徽电视周”活动。
根据调查数据显示，安徽卫视每天24小时播出节目，是中国目前唯一在所有省会城市和直辖市落地入网的省级台，在中国97％以上的大中城市入网，总收视人口近7.07亿人；安徽电视台其它几套节目每天平均播出18小时左右，并通过主干发射台，覆盖全省。

### 自拍電視劇
- 上錯花轎嫁對郎
- 幸福一定强
- 娘家的故事
- 三国
- 如果，爱
- 浅情人不知

## 主持人
| - 曹佳 - 高健健 - 韩露 - 何蔚 - 蒋煜 - 金梅 - 李晓峰 | - 李丽 - 李丽莉 - 李育 - 刘浩宇 - 刘杨波 - 罗冰 - 马滢 | - 施岚岚 - 王小川 - 吴丽丽 - 尉迟玉珩 - 翟名 - 张曦 - 张杨果而 | - 吴薇 - 许枫 - 许可 - 杨锦 - 尹钰 - 李洪涛 - 任良韵 |

## 争议
2014年10月，安徽广播电视台原台长张苏洲，因涉嫌大量购剧贪腐等严重违纪被安徽省纪委调查，后于2015年2月5日被检方逮捕。
2017年5月，前安徽广播电视台制作中心音频科长王照涉嫌受贿罪被检方带走。